# 1657
1657 (MDCLVII) je bilo navadno leto, ki se je po gregorijanskem koledarju začelo na ponedeljek, po 10 dni počasnejšem julijanskem koledarju pa na četrtek.

## Dogodki
- Cromwell sprejme novo angleško ustavo in ustanovi lordsko zbornico.

## Rojstva
- 11. februar - Bernard le Bovier de Fontenelle, francoski pisatelj († 1757)
- 24. marec - Arai Hakuseki, japonski konfucijanski filozof in politik († 1725)
- 8. maj - Martino Altomonte, slikar († 1745)

Neznan atum
- John Norris, angleški teolog, filozof in pesnik († 1711)
- Matthew Tindal, angleški filozof, deist († 1733)

## Smrti
- 3. marec - Johann Baptist Cysat, švicarski jezuit, astronom (* 1586)
- 7. marec - Hajaši Razan, japonski konfucijanski filozof (* 1583)
- 3. junij - William Harvey, angleški zdravnik, anatom in biolog (* 1578)
- 6. avgust - Bogdan Hmelnicki, rusinski plemič in hetman Zaporoških kozakov (* okoli 1595)
- 23. september - Joachim Jungius, nemški matematik in filozof (* 1587)